# تاکسی شیکاگو
تاکسی شیکاگو (به انگلیسی: Chicago Cab) یا تاکسی جهنمی فیلمی محصول سال ۱۹۹۷ و به کارگردانی مری سیبولسکی و جان تینتوری است. در این فیلم بازیگرانی همچون پال دیلان، مایکل ایرون‌ساید، لاری میت کالف، جان سی ریلی، جیلین اندرسون، جان کیوسک، جولیان مور، مویرا هریس، شانیسا دیویس ویلیامز، هری لنیکس، کوین جی اکونر، مایکل شنون، اندرو روتنبرگ و تریسی لتس ایفای نقش کرده‌اند.